# Epi tes trapezes

L’epi tēs trapezēs (en grec : ὁ ἐπὶ τῆς τραπέζης) désigne le responsable des banquets impériaux sous l'Empire byzantin.

## Histoire
Cet office est aussi connu sous le nom de domestikos tēs basilikēs trapezēs (δομέστικος τῆς βασιλικῆς τραπέζης, « domestique de la table impériale »), epi tēs basilikēs trapezēs (ὁ ἐπὶ τῆς βασιλικῆς τραπέζης) ou epi tēs trapezēs tou despotou (ὁ ἐπὶ τῆς τραπέζης τοῦ δεσπότου, chargé de la table de l'empereur). Il est mentionné comme existant dès le VIIe siècle, dans une hagiographie de Maxime le Confesseur. Toutefois, c'est surtout à partir du VIIIe siècle que cette fonction est attestée par des sceaux. Ses titulaires sont souvent des cubiculaires et des parakoimomènes, d'autres offices importants de la cour byzantine,. L’epi tēs trapezēs est alors responsable de l'introduction des invités aux banquets impériaux, attendant l'empereur aux côtés du pinkernès, l'échanson impérial. Il apporte aussi les plats venant de la table impériale aux invités. Néanmoins, certaines sources historiques montrent que des détenteurs de ce poste ont reçu des commandements militaires ou d'autres fonctions spécifiques. À l'image de nombreux postes qui impliquent une proximité physique forte avec l'empereur, il est uniquement destiné aux eunuques. La fonction d’epi tēs trapezēs tēs Augoustēs (ὁ ἐπὶ τῆς τραπέζης τῆς Αὐγούστης, « chargé de la table de l'Augusta ») est aussi mentionnée avec les mêmes fonctions, au bénéfice de l'impératrice. En outre, il supervise sa flottille privée,. 
L’epi tēs trapezēs est assisté par l’hypourgia, comprenant plusieurs personnes dirigées par un domestique de l’hypourgia ((δομέστικος τῆς ὐπουργίας) et comprenant des secrétaires appelés notarios tēs hypourgias (νοτάριος τῆς ὐπουργίας),. L'historien allemand Werner Seibt a fait l'hypothèse selon laquelle l’epi tēs trapezēs aurait absorbé les fonctions principales du kastrēsios, un office plus ancien qui aurait un rôle semblable,. Un autre poste similaire, le kēnarios, est attesté quelques fois lors des premières décennies du IXe siècle. Seibt considère qu'il s'agit d'un office subalterne ou une étape intermédiaire entre le kastrēsios et sa disparition complète au profit de l’epi tēs trapezēs,.
À partir du XIIIe siècle, l’epi tēs trapezēs autant que le domestikos tēs trapezēs deviennent des titres purement honorifiques, dépourvus de fonction spécifique. Dans ce cadre, Nicéphore Grégoras rapporte que la dignité aurait été accordée de manière héréditaire aux princes de Russie depuis l'époque de Constantin le Grand.